# The Kids in the Hall
The Kids in the Hall est une émission de télévision humoristique à sketchs canadienne en 111 épisodes de 26 minutes, diffusée entre le 16 octobre 1988 et le 15 avril 1995 sur le réseau CBC.
En France, l'émission a été diffusée à partir de 1998 sur Comédie !. Elle reste inédite dans les autres pays francophones.
En 2022, elle fait son retour sur Prime Video avec huit épisodes,. En France, cette sixième saison est diffusée sous le titre Kids in the Hall : Punks de la comédie.

## Synopsis
Cette série est une anthologie de sketchs à l'humour nonsense.

## Distribution
- Dave Foley
- Bruce McCulloch
- Kevin McDonald
- Mark McKinney
- Scott Thompson